# 帕沃·于尔约莱
帕沃·于尔约莱（芬蘭語：Paavo Yrjölä，1902年6月18日—），芬兰男子田径运动员，主攻十项全能。他曾代表芬兰参加1924年、1928年和1932年夏季奥林匹克运动会田径比赛，其中在1928年奥运会获得一枚金牌。